# AVC Nations Cup femminile
L'AVC Nations Cup è una competizione pallavolistica femminile per squadre nazionali asiatiche e oceaniane, organizzata annualmente dall'AVC.

## Edizioni
| Edizione                                                        | Edizione      | Podio         | Podio      | Podio         |
| Anno                                                            | Organizzatore | Campione      | Seconda    | Terza         |
| --------------------------------------------------------------- | ------------- | ------------- | ---------- | ------------- |
| Dal 2018 al 2024 la competizione è denominata AVC Challenge Cup |               |               |            |               |
| 2018                                                            | Hong Kong     | Non disputata |            |               |
| 2020                                                            | Hong Kong     | Non disputata |            |               |
| 2022 Dettagli                                                   | Thailandia    | Hong Kong     | India      | Malaysia      |
| 2023 Dettagli                                                   | Indonesia     | Vietnam       | Indonesia  | Taipei cinese |
| 2024 Dettagli                                                   | Filippine     | Vietnam       | Kazakistan | Filippine     |
| Dal 2025 la competizione è denominata AVC Nations Cup           |               |               |            |               |
| 2025 Dettagli                                                   | Vietnam       | Vietnam       | Filippine  | Taipei cinese |

## Medagliere
| Pos. | Squadra       | 1º posto | 2º posto | 3º posto | Totale |
| ---- | ------------- | -------- | -------- | -------- | ------ |
| 1    | Vietnam       | 3        | 0        | 0        | 3      |
| 2    | Hong Kong     | 1        | 0        | 0        | 1      |
| 3    | Filippine     | 0        | 1        | 1        | 2      |
| 4    | India         | 0        | 1        | 0        | 1      |
| 4    | Indonesia     | 0        | 1        | 0        | 1      |
| 4    | Kazakistan    | 0        | 1        | 0        | 1      |
| 7    | Taipei cinese | 0        | 0        | 2        | 2      |
| 8    | Malaysia      | 0        | 0        | 1        | 1      |